# Скала Ойстер
Скала Ойстер (англ. Oyster Rock) — остров в Индийском океане в гавани Мумбаи (Индия).

## Описание
Климат острова соответствует экваториальному. Среднегодовая температура составляет 27 °С. Самый тёплый месяц — июнь (30 °С), самый холодный — январь (24 °С). Среднее количество осадков составляет 2412 мм в год. В июле выпадает в среднем 908 мм осадков, а в апреле всего 1 мм.
Территория скалы Ойстер — плоская. Самый большой город — Мумбаи расположен в 19,8 км к северу от скалы.
Остров сильно укреплен, фортифицирован и принадлежит индийскому флоту. В течение небольшого времени остров служил военно-морским музеем. Каждый раз, когда адмирал флота выходит вместе с военно-морским флотом в поход, на этом острове с моряками проводится торжественный залп из 21 орудия, которые расположены по всему периметру острова.
В 2008 году Mumbai Port Trust предложил создать международный круизный терминал на скале Ойстер. Однако в 2009 году военно-морские силы Индии отказались предоставить разрешение, сославшись на аспекты безопасности после террористических актов в Мумбаи в 2008 году.